# Jack in the Box (azienda)
Jack in the Box è una catena di fast food statunitense. La sua sede è a San Diego, in California.

## Storia
Robert O. Peterson nel 1941 fondò un drive in al 6270 di El Cajon Boulevard a San Diego di nome Topsy's e in seguito all'ottimo andamento degli affari decise di espandersi aprendo e acquistando altri locali, rinominandoli poi Oscar's. Fin dai primi anni Peterson volle dare ai suoi locali un tema giocoso e infantile, a tema circense, proprio a causa di questa scelta del fondatore nel 1951 il Topsy's originale di San Diego fu rinominato Jack in the Box. Fu proprio in questo locale dove per la prima volta venne utilizzato un interfono per consentire ai clienti all'inizio della fila di fare le ordinazioni e trovarle già pronte all'uscita. Grazie a questa invenzione la compagnia divenne presto popolare e Peterson utilizzò il nome Jack in the Box per continuare ad espandersi senza ricorrere al franchise fondando la Foodmaker Company per amministrare tutti i ristoranti della catena di sua proprietà; nel 1966 erano presenti 180 punti vendita e la società venne ribattezzata Foodmaker Inc..
Nel 1968 Peterson vendette la Foodmaker alla Ralston Purina che negli anni '70 fece crescere la compagnia con il metodo del franchise, aumentando considerevolmente il numero dei locali ma diminuendo il controllo diretto sulla qualità dei prodotti e del personale. Dopo l'esplosione iniziale, l'utilizzo del franchise fece perdere terreno alla Foodmaker, tuttavia in seguito a grandi campagne pubblicitarie televisive e riuscite strategie di marketing l'azienda si risollevò ma, nonostante i profitti, la Ralston Purina nel 1987 vendette l'intera catena al management che ne prese il controllo diretto per 655 milioni di dollari e la quotò in borsa.

## Prodotti
Oltre ai classici prodotti tipici americani come hamburger e patate fritte Jack in the Box offre ai suoi clienti versioni americanizzate di piatti di altri paesi, soprattutto la cucina messicana come taco, burrito e jalapeño. Generalmente il menù viene rinnovato ogni tre o quattro mesi.

## Diffusione
La società conta più di 2.200 locali in 21 stati degli USA

## Nella cultura di massa
- La catena viene citata insieme a Wendy's e McDonald's nel film Pulp Fiction di Quentin Tarantino del 1994 dal personaggio interpretato da Samuel L. Jackson.